# Адаменко Сергій Миколайович
Сергі́й Микола́йович Ада́менко (нар. 27 грудня 1958, Київ) — український диригент, заслужений артист України (1993).

## Життєпис
Навчався у київській спеціальній музичній школі ім. Миколи Лисенка для обдарованих дітей.
1983 — закінчив факультет хорового диригування Київської консерваторії (клас Володимира Чуби).
1979—1989 — хормейстер Оперної студії Київської консерваторії.
1989—1991 — головний хормейстер Київського театру оперети.
1991—1995 — диригент Державної заслуженої капели бандуристів України.
1993 року за значний особистий внесок у розвиток українського хорового мистецтва йому було присвоєне почесне звання «Заслужений артист України».
1995—1999 — на творчій роботі.
1999—2000 — головний хормейстер Ансамблю пісні і танцю Збройних сил України.
2000—2003 — художній керівник Житомирського хору «Орея». 2001 року привів «Орею» до перемоги на конкурсі у Німеччині (Лінденгольцгаузен).
2003 року на Міжнародному фестивалі духовної музики в м. Гайнівка (Польща) отримав спеціальний диплом «Найкращий диригент фестивалю».
З квітня 2004 — головний диригент Камерного хору «Благовість» Українського академічного фольклорно-етнографічного ансамблю «Калина».